# Rönnsjön
Rönnsjön är en sjö i Sundsvalls kommun i Medelpad och ingår i Indalsälvens huvudavrinningsområde. Sjön har en area på 0,156 kvadratkilometer och ligger 256,3 meter över havet. Sjön avvattnas av vattendraget Rönnsjöbäcken.

## Delavrinningsområde
Rönnsjön ingår i det delavrinningsområde (694638-156837) som SMHI kallar för Utloppet av Rönnsjön. Medelhöjden är 288 meter över havet och ytan är 1,99 kvadratkilometer. Det finns inga avrinningsområden uppströms utan avrinningsområdet är högsta punkten. Rönnsjöbäcken som avvattnar avrinningsområdet har biflödesordning 3, vilket innebär att vattnet flödar genom totalt 3 vattendrag innan det når havet efter 39 kilometer. Avrinningsområdet består mestadels av skog (92 procent). Avrinningsområdet har 0,15 kvadratkilometer vattenytor vilket ger det en sjöprocent på 7,7 procent.